# Pâté gaumais
Le pâté gaumais n’est pas une tourte mais une ressemblance de tourte à base de pâte levée et cuite au four. Elle est farcie de morceaux nobles de viande de porc, marinés dans du vin, ou du vinaigre, avec épices et herbes, suivant les procédés en usage en Gaume. Cette tourte à la viande est typique du pays gaumais. En 2024, il n'y a que douze producteurs de pâté gaumais IGP reconnus.
De forme ronde, et d'un diamètre minimal de 15 cm, son poids est de 200 g, au minimum.
La proportion de viande après fabrication est d'au moins 30 % du poids total.
Il se mange chaud ou froid et est identifié par une hostie officielle.
Le pâté gaumais a été labellisé le 12 juillet 1998, et certifié par l'Union européenne comme produit régional de qualité le 9 octobre 2001. Il fait partie des cinq produits de bouche de Belgique francophone bénéficiant du label Indication géographique protégée (IGP).

## Recette
Chaque boulanger, boucher et particulier a sa recette propre.

### Palmarès[3]
| Millésime | Couronné          | Poids en grammes |
| 1990      | Jean Maquel       | 1 250            |
| 1991      | Fernad Giot       | 995              |
| 1992      | Jean Wavreille    | 1 330            |
| 1993      | Jean Maquel       | 1 005            |
| 1994      | Jean Maquel       | 1 235            |
| 1995      | Jean Maquel       | 1 110            |
| 1996      | Jean Maquel       | 1 145            |
| 1997      | Stéphane Authelet | 1 240            |
| 1998      | Jean Maquel       | 1 120            |
| 1999      | Yvan Bodard       | 1 295            |
| 2000      | Cédric Maquel     | 1 330            |
| 2001      | Jean Maquel       | 1 291            |
| 2002      | Yvan Bodard       | 1 117            |
| 2003      | Yvan Bodard       | 1 322            |
| 2004      | Yvan Bodard       | 1 219            |
| 2005      | René Lhotte       | 1 328            |
| 2006      | René Lhotte       | 1 413            |
| 2007      | Dominique Palate  | 1 447            |
| 2008      | Jean Maquel       |                  |
| 2009      | Dominique Palate  | 1 562            |
| 2010      | Dominique Palate  |                  |
| 2011      | Dominique Palate  |                  |
| 2012      | Julien Rix        | 1 322            |
| 2013      | Dominique Palate  | 1 504            |
| 2014      | Dominique Palate  | 1 708            |
| 2015      | Joël Gobert       |                  |
| 2016      | Jean Maquel       | 1 425,           |
| 2017      | Dominique Palate  | 1 345            |
| 2018      | Dominique Palate  | 1 625            |
| 2019      | Dominique Palate  | 1 544            |
| 2022      | Jean Maquel       | 1 188            |